# Adelfo
Adelfo  è un nome proprio di persona italiano maschile.

## Varianti
- Maschili: Adelfio[2][3]
  - Alterati: Adelfino[2]
  - Ipocoristici: Delfo[2][3], Delfio[2]
- Femminili: Adelfa[2][3], Adelfia[3]
  - Alterati: Adelfina[2]
  - Ipocoristici: Delfa[2], Delfia[2]

### Varianti in altre lingue
- Catalano: Adelf[4]
- Francese: Adelphe
- Greco antico: Ἀδελφός (Adelphos)[1][2][4]
- Latino: Adelphus[1][2], Adelphius[2]
  - Femminili: Adelphia[2]
- Spagnolo: Adelfo[4]

## Origine e diffusione
Risale, tramite il raro nome latino Adelphus, al greco Ἀδελφός (Adelphos). Il nome era di significato trasparente in greco, poiché ἀδελφός (adelphós) vuol dire "fratello"; etimologicamente, il termine è derivato da δελφύς (delphús, "utero", "grembo") preceduto da un'alfa copulativa, con il senso letterale di "nato dallo stesso grembo".
In virtù del suo significato (che è lo stesso dei nomi Veli, Bror e Germano), il nome ebbe fortuna tra i primi cristiani, i quali si consideravano "fratelli in Cristo". Secondo dati raccolti negli anni Settanta, in Italia il nome è più diffuso nel Centro-Nord, con alcuni discriminanti: "Adelfo" e "Adelfa" sono più attesati in Emilia-Romagna, "Delfo" e "Delfa" in Toscana e "Delfio" in Sicilia, specie nel Catanese.

## Onomastico
L'onomastico si può festeggiare in memoria di più santi, alle date seguenti:
- 21 maggio, sant'Adelfio, vescovo di Panuf[5]
- 29 agosto, sant'Adelfo o Adelfio, vescovo di Metz nel V secolo[1][4][6][7]
- 11 settembre, sant'Adelfo o Adelfio, pronipote di san Romarico, monaco e poi abate di Remiremont[8][9]

## Persone
- Adelfo, vescovo di Metz
- Adelfo Magallanes, calciatore e allenatore di calcio peruviano

### Variante Delfo
- Delfo, cantante italiano
- Delfo Bellini, calciatore italiano
- Delfo Cabrera, maratoneta argentino
- Delfo Zorzi, ex terrorista, attivista e imprenditore italiano naturalizzato giapponese

### Altre varianti maschili
- Adelfio, vescovo di Panuf
- Adelfio Elio Cardinale, medico e docente italiano
- Adelfino Mancinelli, sollevatore italiano

### Varianti femminili
- Adelfia, nobildonna romana
- Adelfa Calvo, attrice spagnola

## Toponimi
- Adelfia è un comune della città metropolitana di Bari, nato nel 1927 dalla fusione dei comuni di Montrone e Canneto. Per suggellarne l'unione, al nuovo comune fu imposto il nome Adelfia ossia "fratellanza".

## Il nome nelle arti
- Adelfo l'elfo è il protagonista del film d'animazione 5 bambini & It.